# Photocryptus testaceoniger
Photocryptus testaceoniger är en stekelart som först beskrevs av Taschenberg 1876.  Photocryptus testaceoniger ingår i släktet Photocryptus och familjen brokparasitsteklar. Inga underarter finns listade i Catalogue of Life.